# Adriana Kučerová
Adriana Kučerová (ur. 24 lutego 1976 w Łuczeńcu) – słowacka sopranistka.
Zanim zdecydowała się na karierę muzyczną, miała 22 lata i prawie skończone studia. Według Franka Kuznika z The Prague Post: „Powiedzieć, że Adriana Kučerová spóźniła się ze śpiewaniem, to tak, jakby powiedzieć, że Mozart był tylko kolejnym kompozytorem”. Początkowo studiowała na Uniwersytecie Mateja Bela, pracując nad uzyskaniem stopnia naukowego, aby mogła zostać nauczycielem. Frank Kuznik powiedział, że „zmieniła zdanie dosłownie w ostatniej chwili”. Nauczycielka ze szkoły muzycznej uniwersytetu poleciła aby uczęszczała do konserwatorium w Bratysławie. Kučerová uczęszczała do szkoły muzycznej w Bratysławie, Conservatoire Supérieur de musique et de danse de Lyon w Lyonie we Francji i w Wyższej Szkole Scenicznych w Bratysławie (VŠMU).
Wygrała pierwsze miejsce w słowackim konkursie Konserwatorium w Żylinie w 2000 r., trzecie miejsce w Europejskim Konkursie Muzycznym dla Młodzieży w 2001 r., drugie miejsce w Międzynarodowej Letniej Akademii Praga-Wiedeń-Budapeszt w 2002 roku. W 2005 r. wygrała konkurs wokalny Gabor Belvedere w Wiedniu, zdobywając pierwszą nagrodę i specjalne nagrody publiczności. Kuźnik powiedziała, że od tamtej pory „jest poszukiwana na scenach w całej Europie”.
Po studiach wstąpiła do Słowackiego Teatru Narodowego. Mieszka w Bratysławie.

## Nagrody
- W 2008 roku otrzymała Krištáľové krídlo[6],